# Vintana sertichi
Vintana sertichi (лат.) — вид ранних млекопитающих из подотряда гондванатериев, живших во времена верхнемеловой эпохи (маастрихтский век). Типовой и единственный вид в роде Vintana. Учёные обнаружили одиночную окаменелость (череп) на западном побережье Мадагаскара в формации Maevarano.
Vintana чрезвычайно важны для изучения гондванотериев потому, что это первый хорошо сохранившийся череп в подотряде, в отличие от ранее найденных фрагментов и зубов. Благодаря находке появилась возможность установить подотряда родство с многобугорчатыми и харамиидами. Это довольно необычное животное, похожее на сурка, обладавшее массивными боковыми гребнями на черепе, назначение которых пока не вполне ясно, а также массивными обонятельными луковицами. Довольно крупное животное весом в 9 кг. Это одно из крупнейшим млекопитающих мезозоя, наряду с такими зверями, как Repenomamus и Didelphodon.